# Імперське міністерство внутрішніх справ
Імпе́рське міністе́рство вну́трішніх справ (нім. Reichsministerium des Innern) — центральна державна установа Німеччини, що існувала за часів Німецької імперії, Веймарської республіки та Третього рейху.

## Історія
До приходу до влади НСДАП і її лідера А. Гітлера, міністерству не була підпорядкована поліція, оскільки вона перебувала у віданні земельних урядів.
Під час формування уряду А. Гітлером 30 січня 1933 року, портфель міністра внутрішніх справ був одним з трьох, які дісталися нацистам. Через рік, 30 січня 1934 року, виключні права німецьких земель були передані центральному уряду, земельні уряди підпорядковані офіційному Берліну, а губернатори — міністру внутрішніх справ.
В системі МВС був сформований відділ поліції, який у травні 1934 року очолив один із вищих чинів СС Курт Далюге.
Поступово, з посиленням ролі СС, функції МВС почали обмежуватись. Призначення у 1936 році начальником поліції рейхсфюрера СС Г. Гімлера ще більше посилило вплив СС на поліцію. Намагання міністра внутрішніх справ В. Фріка повернути міністерству колишню силу виявились малоефективними.
З призначенням 25 серпня 1943 року Г. Гімлера на посаду міністра внутрішніх справ більшість підрозділів МВС повністю підпало під контроль СС. Після фактичного виведення поліції зі складу МВС, міністерство розподілилось на дві частини, якими керували статс-секретарі.

## Структура
Після об'єднання у листопаді 1934 року пруського і імперського міністерств внутрішніх справ, його центральний апарат налічував 7 відділів:
- 1-й — складання і застосування законів;
- 2-й — кадри й адміністрація;
- 3-й — поліція;
- 4-й — охорона здоров'я;
- 5-й — комунальний;
- 6-й — германська нація, фізичний розвиток, питання церков;
- 7-й — робітнича служба.

Після 1943 року міністерство складалось з двох основних частин, які підпорядковувались статс-секретарям:
- статс-секретар Вільгельм Штуккарт займався питаннями:
  - адміністрації (1-й відділ);
  - цивільної оборони (2-й відділ);
  - особового складу (3-й відділ);
  - комунального господарства (4-й відділ).
- статс-секретар Леонардо Конті займався питаннями охорони здоров'я:
  - відділ А — імперського здоров'я;
  - відділ В — народного забезпечення;
  - відділ С — ветеринарної служби.

Крім того, в підпорядкуванні МВС перебувала Імперська служба спорту на чолі з рейхсшпортфюрером, що відповідала за масове залучення населення до фізкультури.

## Імперські міністри
| 13 лютого 1919 — 20 червня 1919    | Гуго Прейс          | НДП          |
| 21 червня 1919 — 3 жовтня 1919     | Едуард Давид        | СДПН         |
| 3 жовтня 1919 — 4 травня 1921      | Еріх Кох-Везер      | НДП          |
| 10 травня 1921 — 22 жовтня 1921    | Георг Граднауер     | СДПН         |
| 26 жовтня 1921 — 14 листопада 1922 | Адольф Кьостер      | СДПН         |
| 22 листопада 1922 — 12 серпня 1923 | Рудольф Езер        | НДП          |
| 14 серпня 1923 — 3 листопада 1923  | Вільгельм Зольман   | СДПН         |
| 11 листопада 1923 — 15 грудня 1924 | Карл Ярес           | ННП          |
| 15 січня 1925 — 23 жовтня 1925     | Мартін Шіле         | НННП         |
| 23 жовтня 1925 — 5 грудня 1925     | Отто Геслер         | НДП          |
| 20 січня 1926 — 17 грудня 1926     | Вільгельм Кюльц     | НДП          |
| 29 грудня 1927 — 12 червня 1928    | Вальтер фон Койдель | НННП         |
| 28 червня 1928 — 27 березня 1930   | Карл Северінг       | СДПН         |
| 30 березня 1930 — 7 жовтня 1931    | Йозеф Вірт          | Центристи    |
| 9 жовтня 1931 — 30 травня 1932     | Вільгельм Ґренер    | безпартійний |
| 1 червня 1932 — 17 листопада 1932  | Вільгельм фон Гайл  | НННП         |
| 3 грудня 1932 — 28 січня 1933      | Франц Брахт         | безпартійний |
| 30 січня 1933 — 20 серпня 1943     | Вільгельм Фрік      | НСДАП        |
| 24 серпня 1943 — 29 квітня 1945    | Генріх Гімлер       | НСДАП        |
| 30 квітня 1945 — 2 травня 1945     | Пауль Гіслер        | НСДАП        |
| 3 травня 1945 — 23 травня 1945     | Вільгельм Штуккарт  | НСДАП        |